# 大围山梧桐
大围山梧桐（学名：Firmiana daweishanensis），一种分布于中国云南省东南部河口瑶族自治县大围山地区和马关县等地落叶乔木，隶属于锦葵科梧桐属。2020年11月，由河口县林业和草原局联合西南林业大学、中科院昆明植物研究所研究人员，在国际著名植物分类学学术期刊Phytotaxa上发表。

## 形态特征
大围山梧桐是一种高大的落叶乔木，高可达30米，树干直立，胸径可达100厘米。树皮平滑，灰色到浅绿灰色，具有纵向裂缝。小枝圆柱状，呈绿色，密被星状柔毛，幼时叶柄上也有星状柔毛，后脱落。叶片卵形到长圆状卵形，16-33×11-26厘米，基部截形到浅心形，先端钝或锐尖，背面灰白色，密被白色星状短柔毛，正面深绿色，无毛，基脉5，幼时粉红色，中脉两侧侧脉2-4；叶柄长11-22厘米，幼时与基生脉颜色相同。先花后叶。圆锥状花序，顶生，长达50厘米，密被淡黄白色星状毛。花萼紫红色，长约12毫米，有毛，近基部裂，正面密被淡黄星状绒毛，背面仅在基部具白色长柔毛，裂片线形或长圆状线形，约11×1.5毫米。雄花：蕊柄长，管状，圆柱状，花药30（-35），先端头状。雌花：子房卵球形，直径约2毫米，纵向5槽，密被星状短柔毛，退化花药环绕子房基部；雌蕊柄长约4毫米。蓇葖膜质，长9-12厘米，宽4-5厘米，近无毛，有1-4种子。种子呈黄棕色，球状，直径约8毫米。